# Casa de Pavlović
La Casa de Pavlović, también Radinović o Radenović o Radinović-Pavlović, fue una casa nobiliaria bosnia que recibió su nombre de Radin Jablanić. El padre de Radin, Jablan, fue uno de los fundadores de la Casa de Jablanić, una rama anterior de este clan bosnio medieval. La propiedad de Jablan estaba en el pueblo de Jablan (también Jablanovo, cerca de Lukavica). Más tarde, la familia extendió sus posesiones feudales desde el río Drina medio y alto en las partes orientales de la Bosnia medieval, conocida como zemlja de Pavlović, hasta las regiones sur-sureste del reino bosnio en Hum y Konavle en la costa adriática. La residencia oficial y sede de la familia estaba en Borač y más tarde en Pavlovac, sobre el cañón del río Prača, entre las actuales Prača, Rogatica y Goražde en Bosnia y Herzegovina.

## Historia
Ha surgido mucha controversia a partir del intento de localizar el lugar exacto de origen de Pavlović. Al principio, Đuro Mazalić, medievalista bosnio, pensó que la Antigua Borač era ese lugar, pero luego cambió de opinión y con una nueva perspectiva en el vakufama de Gazi Husrcfheg, emitido en 1531, se encontró que el pueblo de Jablan (o Jablanovo), en el barrio de Lukavica de Sarajevo, existía. Se asumió que este Lukavica formó una pequeña župa en la Edad Media, y en él estaba el pueblo de Jablanovo. El padre de Pavle Radinović se llamaba Radin Jablanić, obteniendo ese apellido del patronímico Jablan. La finca en la que vivió ese Jablan recibió su nombre Jablanovo. Cerca de la finca también se encuentra una gran necrópolis medieval de Stećci llamada Pavlovac, reconocida como patrimonio nobiliario de la familia. Está asociada a Pavle Radinović y, sin duda, era propiedad de Pavlović. Es posible que desde aquí una rama de la familia fundara posteriormente Borač en Prača como sede de la familia.
Radin Jablanić fue un señor local del valle de Krivaja y la región de Prača , y padre del fundador de la familia, Pavle Radinović, quien gobernó un territorio en las partes este y sur y sureste del Reino de Bosnia, desde finales del siglo XIV hasta su muerte en 1415.
Pavle Radinović conspiró contra el entonces rey de Bosnia, Ostoja, y su gran duque, Sandalj Hranić, lo que condujo a su asesinato por Sandalj en Kraljeva Sutjeska en 1415. Fue enterrado en algún lugar de Vrhbosna, se especula que en las afueras de la actual Sarajevo, entre el suburbio de Dobrinja y el pueblo de Tilava, en la zona llamada "Pavlovac".
El miembro más destacado de la familia fue el gran duque de Bosnia, Radoslav Pavlović, hijo de Pavle.

## Asentamiento

### Castillo de Borač
La familia provenía y gobernaba desde Borač-Pavlovac. En realidad, se trata de dos castillos, no uno solo, construidos en un lapso de varias décadas (dos generaciones) y separados por pocos kilómetros. Se conocen simplemente como Borač Viejo y Borač Nuevo o Pavlovac.

### Castillo de Pavlovac
El nuevo castillo de Borač se llamaba Pavlovac y se consideraba una estructura nueva, también conocida como Novi o Novi Grad. Existen problemas en la datación correcta de su construcción, pero algunos documentos medievales sugieren 1392, o finales del siglo XIV, como fecha de su construcción, durante el reinado de Radislav Pavlović.

### Antiguo castillo de Borač
Sin embargo, los historiadores están seguros de que existió otra fortaleza Radinović-Pavlović, el original y más antiguo castillo de Borač, que fue construido alrededor de 1244 en el siglo XIII y ubicado a solo unos kilómetros río abajo del río Prača, cerca del pueblo de Mesići, entre los pueblos de Borač y Brčigovo.

## Posesiones

El Principado de Pavle Radinović, más tarde conocido como Zemlja Pavlovića (trad. Tierra de Pavlović) a principios del (aprox.).

Posesiones, fincas y castillos de la Casa de Pavlović:
| Borač                       |  | Partes de Popovo Polje |  | Partes de Konavle |
| Goražde                     |  | Bileća                 |  | Cavtat            |
| Partes del valle de Krivaja |  | Partes de Vrhbosna     |  | Žepa              |
| Nišići                      |  | Trebinje               |  | Ustikolina        |
| Olovo                       |  | Srednje                |  | Sokolac           |
| Prača                       |  | Romanija               |  | Višegrad          |
| Rogatica                    |  |                        |  |                   |

## Genealogía
Los miembros más prominentes fueron:
- Radin Jablanić (¿?-1391), magnate menor (Vlasteličić)
  - Pavle Radinović (fundador) (1391-1415), señor (knez) y duque (vaivoda)[1]
    - Petar I Pavlović (1415-1420), duque (vaivoda)
    - Radoslav Pavlović (1420-1441), gran duque de Bosnia (desde 1441), señor (knez) y duque (vaivoda)
      - Ivaniš Pavlović (1441-1450), duque (vaivoda)
      - Petar II Pavlović (1450-1463), señor (knez), duque (vaivoda)
      - Nikola Pavlović (1450-1463), señor (knez)

## Religión
La expresión básica de lealtad y afiliación para toda la nobleza bosnia durante el siglo XIV y principios del XV, cuando la Casa de Pavlović gobernaba las partes central y oriental del Banato de Bosnia y luego el Reino de Bosnia, era su lealtad al monarca, al reino y a la Iglesia bosnia. Por lo tanto, todos los miembros de la Casa de Pavlović, a lo largo del siglo XIV y principios del XV, eran seguidores de esta religión, excepto el duque Ivaniš Pavlović, quien se aventuró en el catolicismo. Por lo tanto, se sabe con certeza que el knez Pavle Radinović, sus hijos, el duque Petar y el knyaz y más tarde gran duque Radislav Pavlović, así como los hijos del gran duque Radislav, el duque Ivaniš, el príncipe Nikola y el knez Petar Pavlović, eran todos seguidores de la Iglesia bosnia.
Los miembros y jefes de la Iglesia bosnia tuvieron un papel e influencia importantes en las cortes familiares de los Pavlović a lo largo de generaciones, primero con el knez Pavle Radinović en su corte, y más tarde en la corte del gran duque de Bosnia Radoslav Pavlović, así como con su hermano, el duque Petar, en su corte. Esto continuó también con los hijos de Radoslav, el duque Ivaniš Pavlović, el príncipe Nikola y el knez Petar. De hecho, fue el gran duque de Bosnia, Radoslav Pavlović, quien incrementó significativamente el papel y la influencia del clero krstjani de la Iglesia bosnia, sus miembros y líderes, en los asuntos de estado. Los documentos históricos registraron la frecuente aparición de clérigos influyentes de la Iglesia bosnia cada vez que las relaciones políticas o económicas necesitaban mediación, ya fuera dentro de Bosnia y sus magnates, o entre Bosnia y sus vecinos, y más notablemente en relación con Dubrovnik. Estas mediaciones fueron numerosas, especialmente entre la élite bosnia y Dubrovnik, como las negociaciones sobre la venta de la parte de Konavale de Radoslav Pavlović a Dubrovnik y la mediación para poner fin a la guerra de Konavle.